# Гамера против Баругона
Гамера против Баругона (яп. 大怪獣決闘 ガメラ対バルゴン Дайкайдзю: кэтто: Гамэра тай Баругон, «Поединок огромных монстров: Гамера против Баругона») — японский кайдзю-фильм режиссёра Сигэо Танаки, второй о супер-черепахе Гамере. Здесь Гамера впервые сталкивается с другим мега-монстром, и, кроме того, это первый цветной фильм в серии картин о Гамере. Премьера фильма в Японии состоялась 17 апреля 1966 года.
«Гамера против Баругона» — единственный фильм о Гамере в периоде Сёва (1965—1980 годы), режиссёром которого был Сигэо Танака. Все остальные режиссировал Нориаки Юаса.

## Сюжет
Огромный спутник, на котором Гамеру отправили в космос, сталкивается с метеоритом, Гамера высвобождается и возвращается на Землю.
В это время несколько беглых преступников отправляются из Японии в Новую Гвинею в поисках спрятанного там одного очень ценного опала. Они находят опал и отправляют его своему шефу в Осаку, но по пути в Японию находка случайно освещается инфракрасными лучами и начинает изменяться. Опал оказывается яйцом гигантской рептилии Баругона. Вылупившийся детёныш сбегает с корабля, подбирается к Осаке и начинает разрушать город.
В городе разворачивается военная операция, но Баругон обладает удивительной способностью — он может замораживать все окружающие его объекты на близком расстоянии. Кроме того, монстр использует смертоносный луч, испускаемый из шипов на спине. Энергия этого луча привлекает Гамеру. В ходе первой схватки Баругон её замораживает и отправляется опустошать окрестности. Приехавшая в Осаку из Новой Гвинеи девушка из туземного племени рассказывает начальству сил самообороны, что Баругон не переносит длительного контакта с водой, но его привлекают яркие предметы, и можно использовать это, чтобы заманить его в воду. Намеченный план почти срабатывает, но в последний момент по вине алчного грабителя Баругон вовремя успевает выйти на сушу.
Проходит немало времени, прежде чем Гамера восстанавливает свои силы и снова нападает на чудовищного ящера. После второй битвы Гамере удаётся утопить Баругона и спасти, таким образом, жизни сотен людей, проживающих на восточном побережье Японии.

## В ролях
- Кодзиро Хонго — Кэйсукэ Хирата;
- Кёко Энами — Карэн;
- Юдзо Хаякава — Кавадзири;
- Такуя Фудзиока — доктор Сато;
- Кодзи Фудзияма — Онодэра;
- Акира Нацуки — Итиро Хирата;
- Ёсиро Китахара — профессор Амано;
- Итиро Сугаи — доктор Мацусита.

## Успех фильма в США
Этот фильм о Гамере, в отличие от предыдущего, не демонстрировался в американских кинотеатрах, его показ состоялся сразу на телевидении под руководством AIP-TV. При этом название фильма было изменено на War of the Monsters («Война чудовищ»). Фильм демонстрировался в телешоу «Mystery Science Theater 3000», а релиз полной версии фильма на DVD состоялся в 2010 году.

## Особенности фильма
- В фильме больше внимания уделено Баругону, а не Гамере. Огромная черепаха появляется всего в трёх эпизодах — в начале фильма и в двух сценах схваток с Баругоном.
- Собственно Баругон внешне напоминает Барагона — монстра из кайдзю-фильмов кинокомпании Toho.
- Короткий начальный эпизод столкновения спутника с метеоритом является возможной отсылкой к фильму «Горас».